# Forte Duque de Caxias

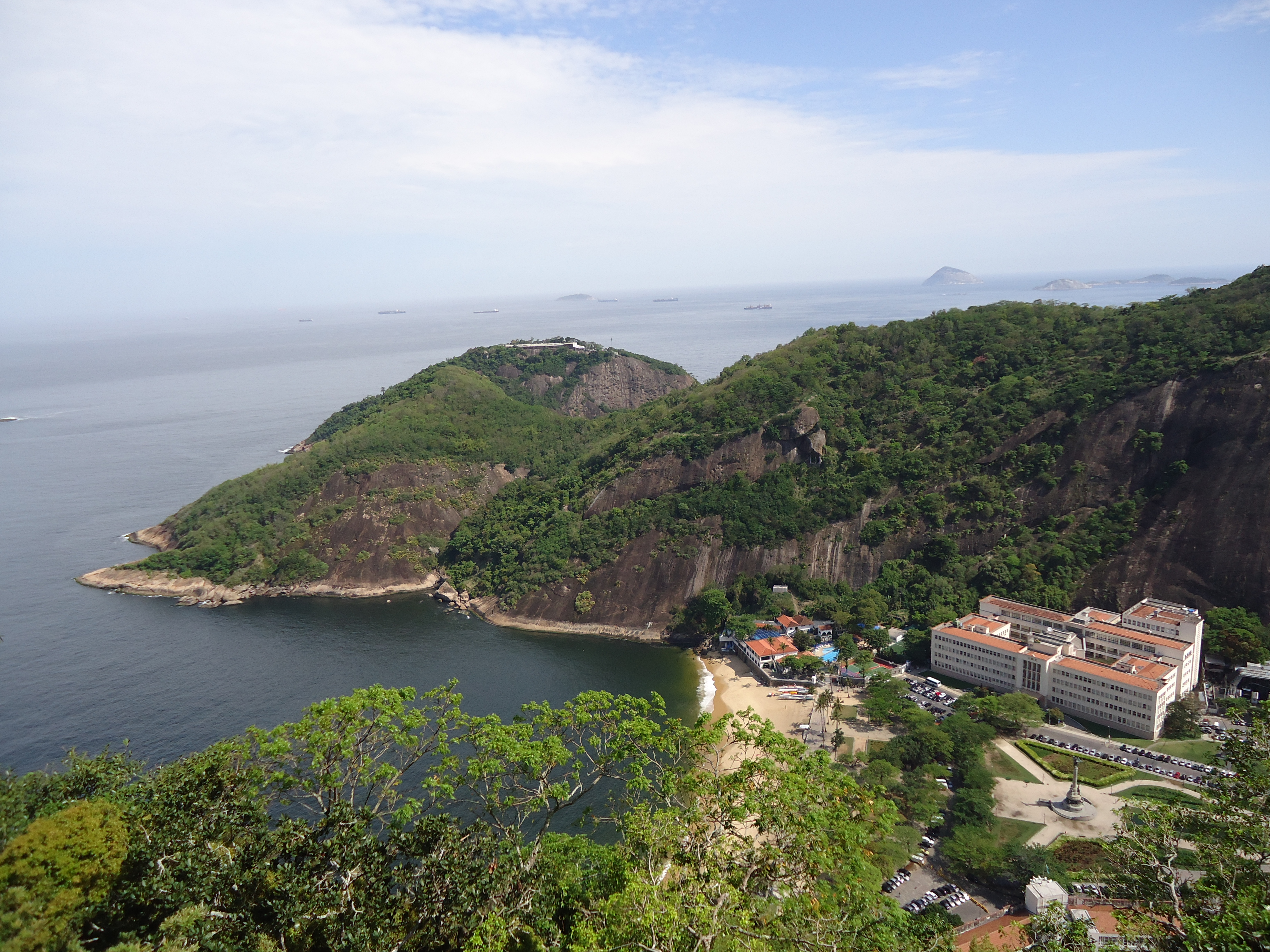
Forte do Leme, no Morro do Leme.

O Forte Duque de Caxias, anteriormente denominado como Forte da Vigia, Forte da Espia e Forte do Leme, localiza-se no bairro do Leme, na cidade do Rio de Janeiro, no estado homônimo, no Brasil. Fica no cume do Morro do Leme.

## História

### Antecedentes: o Forte da Espia ou da Vigia
Sob o governo do Vice-rei D. Luís de Almeida Portugal (1769-1779), na iminência de uma invasão espanhola que se materializou em 1777 contra a Colônia do Sacramento e a ilha de Santa Catarina, no sul da Colônia, foi ordenada a construção de um pequeno forte para defesa de qualquer desembarque naquele trecho ao Sul da cidade, o que teve lugar entre 1776 e 1779. A fortificação ficou conhecida como Forte da Vigia.
Em 1789, o Forte do Vigia foi guarnecido pela Companhia dos Dragões de Minas, onde servia o Alferes Joaquim José da Silva Xavier – o Tiradentes – poucos dias antes de sua prisão
O Vice-Rei, D. José Luís de Castro (1790-1801), determinou retirar a sua guarnição, por razões de economia, em 1791.
No contexto da Guerra da Independência do Brasil (1822-1823), o forte foi novamente guarnecido e artilhado com cinco peças de ferro de diversos calibres (1823).
Foi desguarnecido, juntamente com as demais fortificações brasileiras, à época da Período Regencial, em 1831.
Após a Proclamação da República Brasileira, passou a se chamar Forte do Leme em 1895. Por fim, em 1935, passou a adotar o nome atual: Forte Duque de Caxias.

### O atual Forte
Em 1913, estando quase concluídas as obras do Forte de Copacabana, o então presidente da República, Hermes da Fonseca, determinou erguer no local do antigo forte colonial, uma moderna fortificação para a defesa da barra da baía de Guanabara.
À semelhança do de Copacabana, o projeto do Forte do Leme ficou a cargo do Coronel Engenheiro Augusto Tasso Fragoso, com a coordenação do Major Arnaldo Pais de Andrade. Concluído e aprovado, o projeto foi enviado para a Krupp, em Essen (Alemanha), para fins de atualização e orçamento. Os alemães reprojetaram-no de modo a que fosse executado com peças de concreto pré-moldadas na Alemanha, recomendando quatro obuseiros de 120 mm, cujos projéteis transporiam as elevadas barreiras constituídas pelos morros da Urca e do Pão de Açúcar, armas a serem fabricadas sob medida para esta estrutura. A parte elétrica da instalação ficou a cargo da empresa AEG, de Berlim.
No contexto da Primeira Guerra Mundial (1914-1918), ainda sem que suas obras houvessem sido concluídas, o forte foi guarnecido pela 11ª Bateria do 4º Grupo de Artilharia de Costa, sob o comando do capitão Manuel Pedro de Alcântara. O efetivo, de três oficiais e trinta e dois praças, foi provisoriamente alojado em barracões de madeira.
Durante a construção, em 7 de setembro de 1915, em comemoração ao dia da Independência, foram instalados holofotes no alto do Morro do Leme, promovendo-se um ataque noturno simulado ao Rio de Janeiro, tendo as embarcações da Armada Brasileira, feito se passar pelas da Marinha da Argentina. À hora estipulada para o exercício, com a presença do Presidente da República, ministros e autoridades, a instalação elétrica falhou, deixando os holofotes apagados. Tal falha causou constrangimento, tendo o assunto repercutido na imprensa do país vizinho.
Com o conflito em andamento, dificuldades no transporte de materiais acabaram por atrasar a obra civil, concluída em maio de 1917. Em outubro desse ano, em consequência do torpedeamento de navios brasileiros durante o conflito, o Brasil declarou guerra à Alemanha. Por essa razão, os técnicos alemães, que procediam aos trabalhos de instalação e montagem dos sistemas elétrico e de armas, foram afastados, para retomar as atividades somente a partir de 1918, ao final do conflito.
Procedeu-se então, à instalação de quatro obuseiros giratórios Krupp de 280 mm (alcance efetivo de 12 quilômetros), em dois poços escavados na rocha, protegidos por casamatas de concreto. Concluídas as obras do Quartel de Paz, que abriga a guarnição no sopé do morro, e do Quartel de Guerra, no alto do morro, mas com a artilharia ainda em fase final de instalação e montagem, o forte foi finalmente inaugurado (9 de janeiro de 1919).
Ainda com a sua artilharia não operacional, em 5 de julho de 1922 o forte foi atingido por dois tiros de canhão do Forte de Copacabana, quando este último se revoltou (4 a 6 de julho). Um dos tiros atingiu o refeitório dos oficiais, matando quatro praças e ferindo outros quatro. O outro atingiu a muralha fronteira do edifício do setor oeste, destruindo a Casa da Guarda.
No contexto dos levantes tenentistas de 1924, a artilharia do forte disparou contra o Encouraçado São Paulo, que, amotinado sob a liderança do tenente Hercolino Cascardo (4 de novembro), forçou a barra da baía da Guanabara rumo a Montevidéu, onde os rebeldes obtiveram asilo político.
Em plena Revolução de 1930, participou da ação de interceptação do navio alemão Baden, que tentava abandonar o porto do Rio de Janeiro sem permissão. Ignorando as ordens de rádio para retornar ao porto, forçou a barra da baía de Guanabara, recebendo dois tiros de advertência pelo forte. Ao insistir na manobra, foi então alvejado por um tiro que lhe destroçou o mastro principal, obrigando-o a retornar. O incidente causou repercussões internacionais à época.
Pelo Decreto n° 305 de 22 de julho de 1935, assinado pelo então presidente da República, Getúlio Vargas (1930-1945), recebeu o nome de Forte Duque de Caxias em homenagem ao Patrono do Exército, Luís Alves de Lima e Silva (1803-1880). Nesse mesmo ano, quando da Intentona Comunista (27 e 28 de novembro) permaneceu fiel às forças legalistas, tendo seu efetivo participado do cerco aos rebeldes do 3º Regimento de Infantaria na Praia Vermelha, e com a função secundária de impedir o reforço ou fuga via marítima, daquela unidade rebelada.
Durante a Segunda Guerra Mundial, o forte manteve-se em prontidão, tendo se registrado um episódio curioso: em fevereiro de 1943, um dos soldados de vigia na fortificação deu o alarme de que vários submarinos alemães estavam próximos à barra. O Capitão Sadock de Sá, ordenou fogo, iniciando um intenso tiroteio, no que foi secundado pela artilharia do Forte de Copacabana e pelo das fortalezas de Santa Cruz e de São João. Após alguns minutos de bombardeio, verificou-se que os submarinos eram, na realidade, baleias, nenhuma das quais tendo sido atingida na ocasião. O comandante do forte foi submetido a Corte marcial, vindo a ser absolvido, tendo em vista que à época o país não dispunha de tecnologias (radar, sonar) que pudessem diferenciar uma baleia de um submarino.
Os últimos disparos de sua artilharia foram dados por ordem dos militares legalistas sob o comando do Marechal Teixeira Lott, contra o Cruzador Tamandaré, que forçara a barra na Novembrada (11 de novembro de 1955), transportando Carlos Luz, alguns ministros e aliados rumo a Santos. Na ocasião foram feitos disparos durante vinte minutos, sem, no entanto, atingir a embarcação, que estava desarmada e com apenas uma hélice em funcionamento.
Nesse período, o forte esteve guarnecido pelas seguintes unidades:
- 11ª Bateria do 4º Grupo de Artilharia de Costa (1917-1931);
- 2ª Bateria do 6º Grupo de Artilharia de Costa (1931-19??);
- 2ª Bateria de Obuses de Costa (19??-1958)

Quando o regime militar de 1964 ocupou o Forte de Copacabana, que ainda não havia aderido ao movimento, seus obuseiros receberam tubos de redução de 105 mm, que se encontram desativados desde 24 de abril de 1965. Seus quartéis passaram a abrigar o Centro de Estudos de Pessoal do Exército Brasileiro.
O entorno do forte é mantido como Área de Proteção Ambiental (APA do morro do Leme) e, do seu alto, desfruta-se uma vista panorâmica incomparável da barra da baía da Guanabara, da praia de Copacabana e suas ilhas fronteiras.
Em dezembro de 2009, teve início um projeto de revitalização das dependências do antigo Forte, que reabriu as suas portas ao público em 24 de setembro de 2010. Entre as obras então efetuadas destacam-se a impermeabilização total da laje de cobertura, instalação de rede elétrica independente, reforma de banheiros, salas e galerias, iluminação da fachada e sinalização. O espaço passou a contar com um memorial a Caxias, galerias com exposições fixas sobre a história do Forte, sala de vídeo com exibição de filmetes, e espaço para a realização de exposições temporárias.

## Características
Está implantado no topo de um costão rochoso, na cota de 124 metros acima do nível do mar. Preserva vegetação remanescente de Mata Atlântica, numa área de 28 hectares. Nele destacam-se o antigo portão de armas em cantaria, no Mirante da Bandeira, e os quatro obuseiros Krupp de 280mm, em dois poços escavados na rocha, protegidos por casamatas de concreto.